# Kfz-Kennzeichen (Kasachstan)
Kasachische Kfz-Kennzeichen besitzen schwarze Zeichen auf weißem Grund und entsprechen somit in Größe und Gestalt der europäischen Norm. Es werden bis auf wenige Ausnahmen nur lateinische Buchstaben verwendet.

## Neue Kennzeichen ab 2012

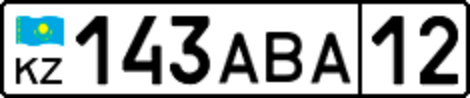
Aktuelles kasachisches Kennzeichen

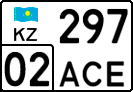
Zweizeilige Version

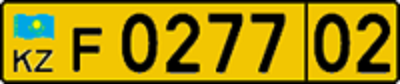
Kennzeichen für Ausländer

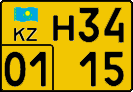
Kennzeichen für ausländische Firmen (zweizeilig)

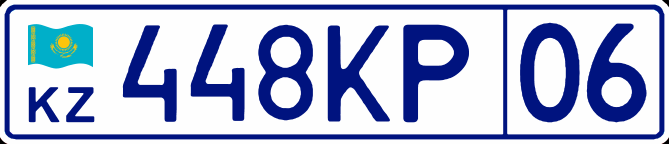
Polizeikennzeichen

Die aktuellen Schilder wurden im August 2012 eingeführt. Sie zeigen am linken Rand die wehende Flagge Kasachstans und das Nationalitätszeichen KZ. Bei Privatfahrzeugen folgen zunächst drei Ziffern und drei Buchstaben, Fahrzeuge von Organisationen zeigen nur zwei Buchstaben. Am rechten Rand wird mittels eines schwarzen vertikalen Strichs ein Feld abgegrenzt, in dem eine zweistellige Zahl die Herkunftsregion angibt. Fahrzeuge von Ausländern, ausländischen Unternehmen und Joint Ventures besitzen Nummernschilder mit gelbem Hintergrund. Sie zeigen die Buchstaben F (Ausländer) oder H (Unternehmen), vier Ziffern und das Regionsfeld.
Kennzeichen für Polizeifahrzeuge weisen dunkelblaue Schrift und die Buchstaben KP auf.
| Zahl | Gebiet / Stadt                    |
| ---- | --------------------------------- |
| 01   | Stadt Astana                      |
| 02   | Stadt Almaty                      |
| 03   | Gebiet Aqmola                     |
| 04   | Gebiet Aqtöbe                     |
| 05   | Gebiet Almaty                     |
| 06   | Gebiet Atyrau                     |
| 07   | Gebiet Westkasachstan             |
| 08   | Gebiet Schambyl                   |
| 09   | Gebiet Qaraghandy                 |
| 10   | Gebiet Qostanai                   |
| 11   | Gebiet Qysylorda                  |
| 12   | Gebiet Mangghystau                |
| 13   | Gebiet Türkistan                  |
| 14   | Gebiet Pawlodar                   |
| 15   | Gebiet Nordkasachstan             |
| 16   | Gebiet Ostkasachstan              |
| 17   | Stadt Schymkent (seit Juni 2018)  |
| 18   | Gebiet Abai (seit Juni 2022)      |
| 19   | Gebiet Schetissu (seit Juni 2022) |
| 20   | Gebiet Ulytau (seit Juni 2022)    |

## Kennzeichen bis 2012

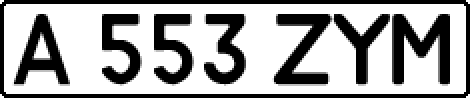
Kfz-Kennzeichen aus Almaty

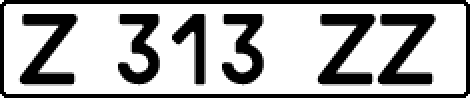
Kennzeichen für juristische Personen

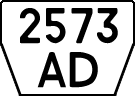
Anhänger-Kennzeichen

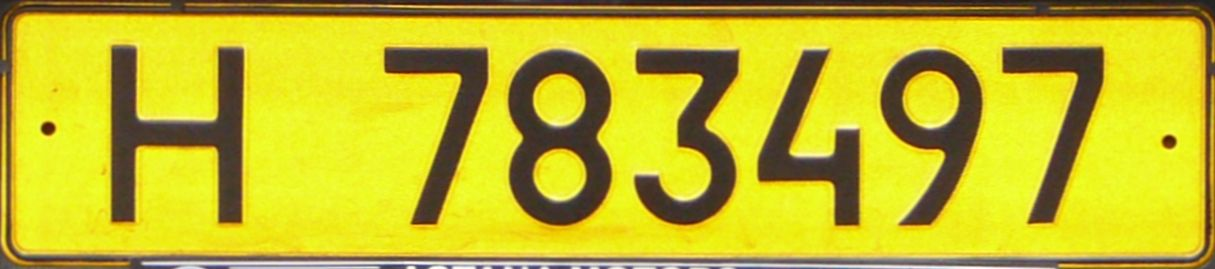
Kennzeichen für Ausländer

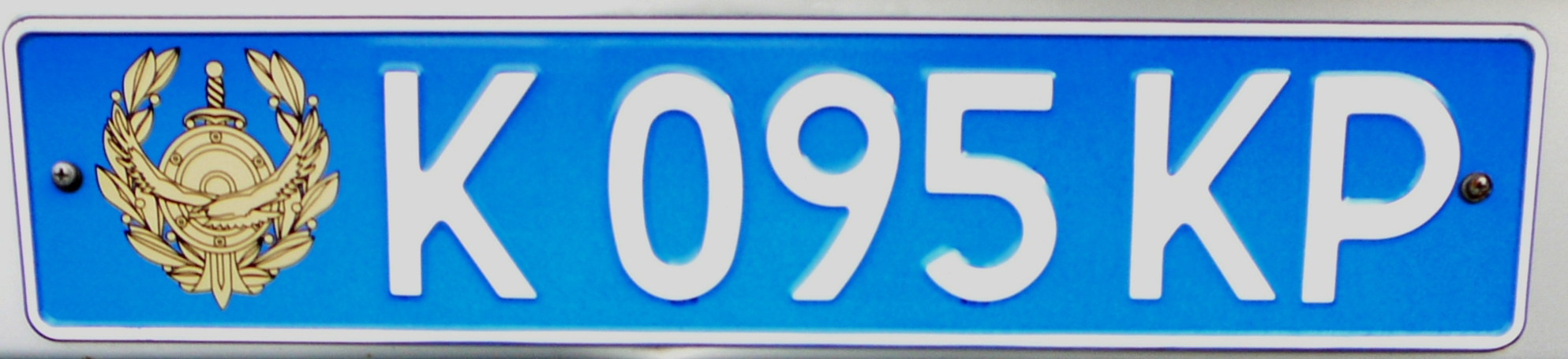
Polizeikennzeichen

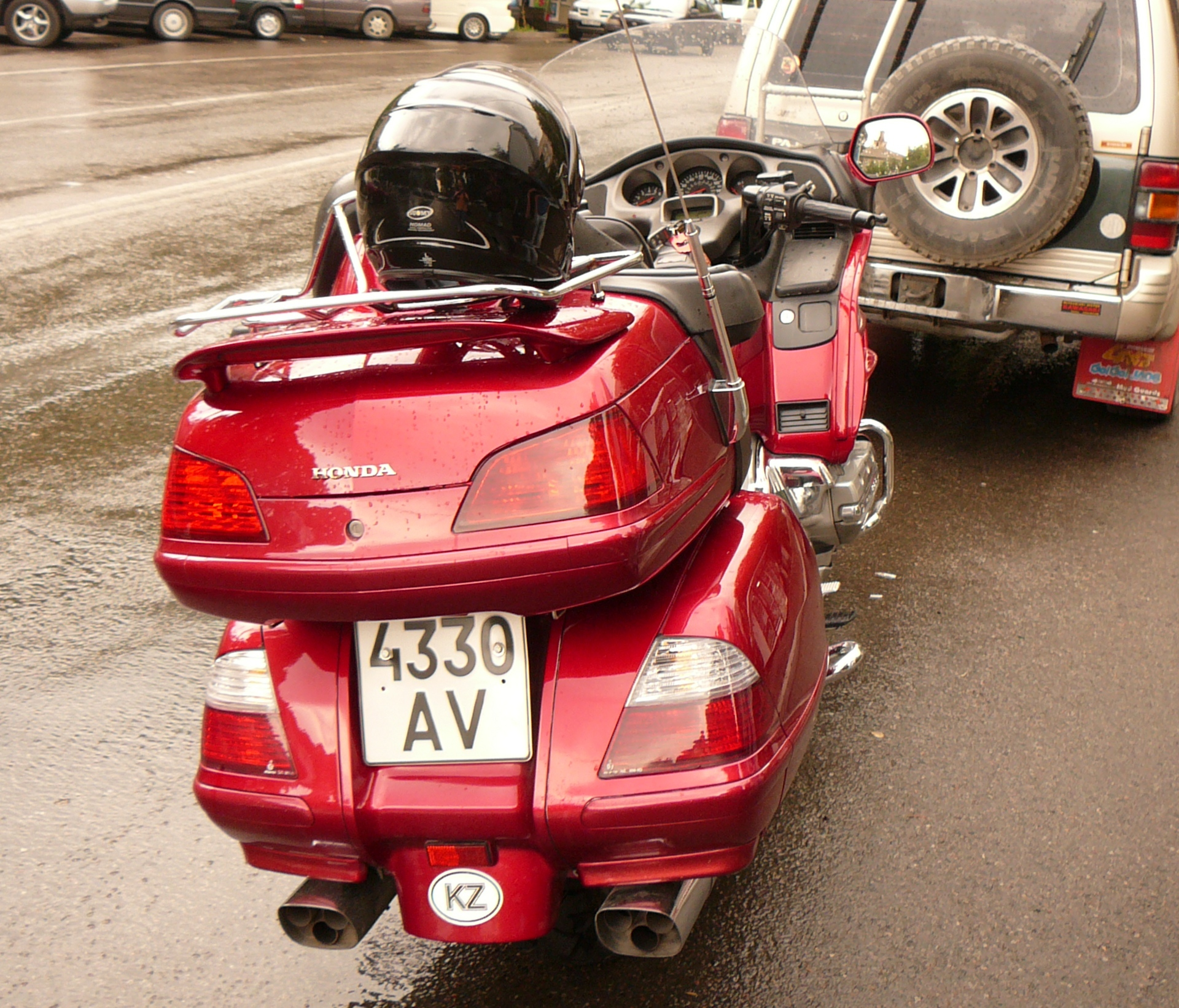
Motorradkennzeichen mit Nationalitätszeichen

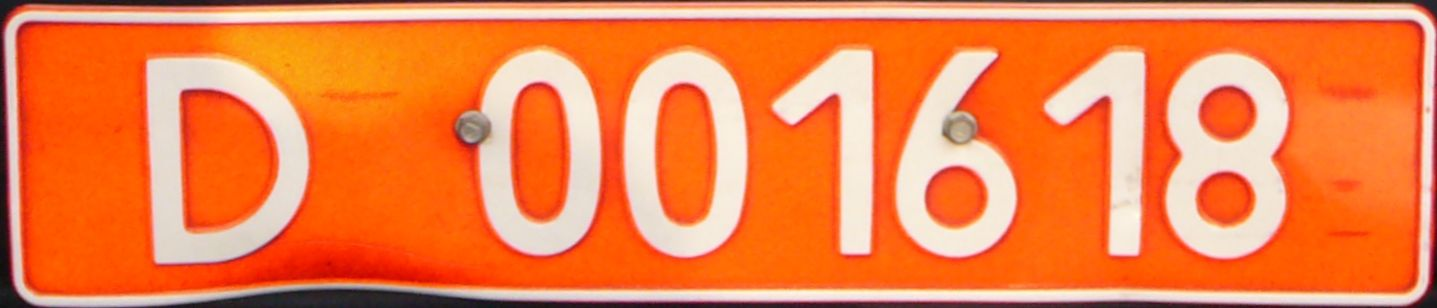
Diplomatenkennzeichen

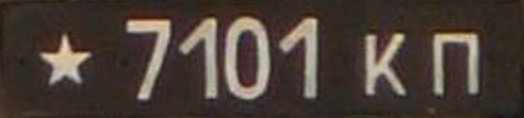
Kennzeichen der Streitkräfte

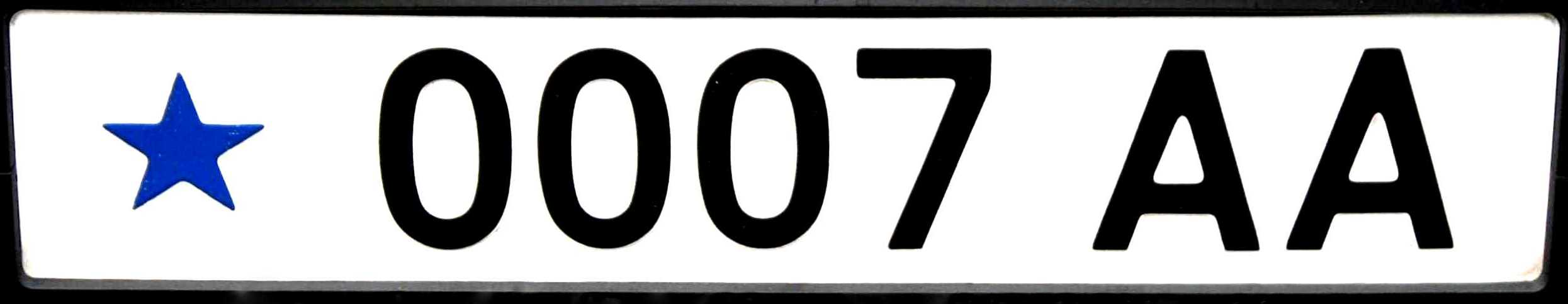
Kennzeichen des Verteidigungsministeriums

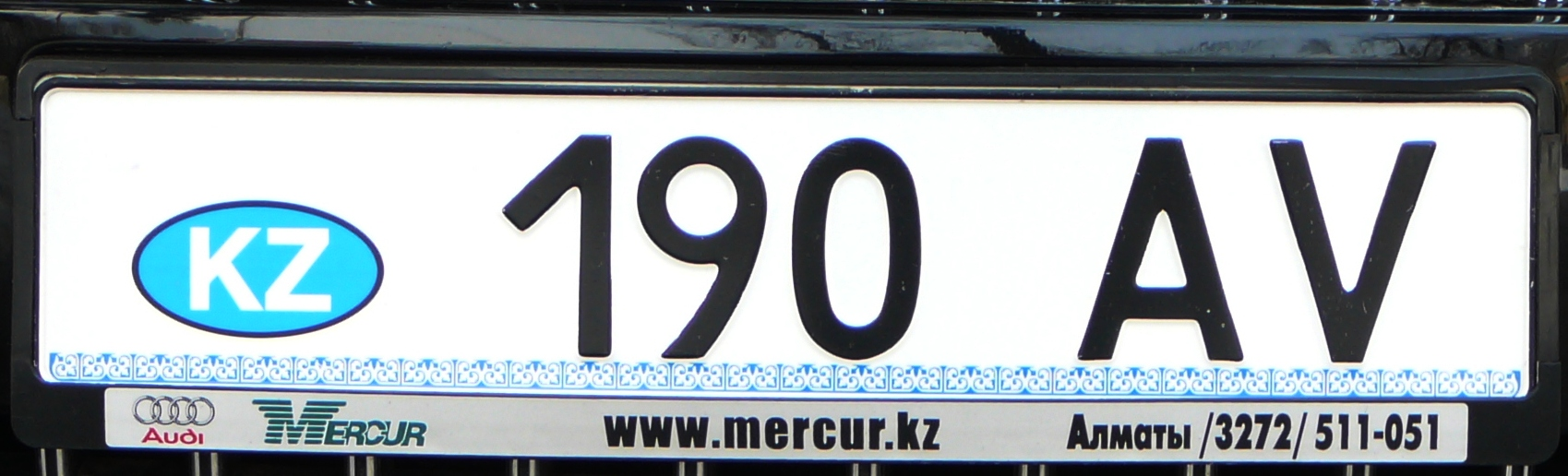
Parlamentskennzeichen

Kasachstan war bis 2012 das einzige Land der ehemaligen Sowjetunion, welches auf die Darstellung jeglicher Symbole auf seinen Kennzeichen verzichtete. Die Schilder zeigen zunächst einen Buchstaben, der die Stadt oder das Gebiet angibt. Es folgen drei Ziffern und nochmals drei Buchstaben (z. B. A 123 BCD). Ist das Fahrzeug auf eine juristische Person zugelassen, befinden sich am Ende des Schildes nur zwei Buchstaben.
- Für Motorräder werden zweizeilige Schilder mit vier Ziffern und zwei Buchstaben ausgegeben.
- Bei Nutzfahrzeugen wird wie in Russland die Kombination des Kennzeichens zur besseren Sichtbarkeit in großen Lettern an das Fahrzeugheck geschrieben.
- Anhänger besitzen zweizeilige Kennzeichen, die in der oberen Zeile vier Ziffern, in der unteren zwei Buchstaben zeigen. Die unteren beiden Ecken sind bei Anhängerkennzeichen abgeschrägt.
- Nummernschilder für Ausländer wurden nahezu unverändert aus dem sowjetischen System übernommen. Sie zeigen einen gelben Untergrund und beginnen mit einem Buchstaben gefolgt von sechs Ziffern. Der Buchstabe gibt dabei den Status an. Folgende Buchstaben werden verwendet:

| Buchstabe | Status                                                   |
| --------- | -------------------------------------------------------- |
| K         | ausländische Medien und deren Reporter                   |
| H         | Joint Ventures und ausländische Staatsangehörige         |
| M         | ausländische Unternehmen (z. B. Banken)                  |
| P         | Kennzeichen für Export oder Reisen außerhalb Kasachstans |

- Kennzeichen der kasachischen Exekutivorgane besitzen weiße Schrift auf blauem Hintergrund. Am linken Rand erscheint zunächst ein Abzeichen. Die eigentliche Kombination beginnt mit dem Regionsbuchstaben gefolgt von mehreren Ziffern. Am Ende geben zwei Buchstaben Auskunft über die entsprechende Behörde. Verwendet werden folgende Kürzel:

| Buchstabe | Status                                     |
| --------- | ------------------------------------------ |
| AA        | Regionalregionen                           |
| KP        | Polizei (Kazakhstan Policijasy)            |
| NS        | KNB (Geheimdienst, NS = National Security) |
| SP        | Finanzpolizei (Salyk Policijasy)           |
| VP        | Oberster Gerichtshof                       |

- Diplomatenkennzeichen besitzen einen roten Grund und weiße Aufschrift. Sie beginnen mit dem Buchstaben D (Diplomat) oder T (technisches Personal). Es folgen sechs Ziffern, von denen die ersten drei das Herkunftsland oder die Organisation angeben. Kennzeichen von Fahrzeugen der Vereinten Nationen in Kasachstan besitzen hellblaue Kennzeichen, die mit UN beginnen.
- Kennzeichen der Streitkräfte besitzen weiße Schrift auf schwarzem Grund. Sie zeigen auf der linken Seite einen Stern gefolgt vier Ziffern und zwei verkleinerten kyrillische Buchstaben. Fahrzeuge des Verteidigungsministeriums zeigen links einen blauen Stern. Die Farbgebung ist hier wie bei zivilen Schildern schwarz auf weiß.
- Weitere Sonderkennzeichen werden für Fahrzeuge des Parlaments und der Regierung ausgegeben. Dies sind auch die einzigen Kennzeichen, die nationale Symbole zeigen. Nummernschilder von Parlamentsfahrzeugen zeigen ein das Nationalitätszeichen KZ in einem hellblauen Oval, drei Ziffern sowie zwei Buchstaben. Regierungsfahrzeuge führen auf ihren Kennzeichen die Nationalflagge Kasachstans. Es folgen zwei Ziffern und die Buchstaben KZ.

### Gebietskürzel
| Buchstabe bis 1993 | Buchstabe ab 1993 | Gebiet / Stadt                                                                                           |
| ------------------ | ----------------- | --- |
| АТ                 | A                 | Stadt Almaty                                                                                             |
| АП                 | B                 | Gebiet Almaty, früher V                                                                                  |
| АК, ЦЛ             | C                 | Gebiet Aqmola, früher O und W                                                                            |
| АЮ                 | D                 | Gebiet Aqtöbe                                                                                            |
| ГТ, ША             | E                 | Gebiet Atyrau                                                                                            |
| ВА, ВК             | F                 | Gebiet Ostkasachstan, früher U                                                                           |
| ДЖ                 | H                 | Gebiet Schambyl                                                                                          |
| ДК                 | K                 | Gebiet Qaraghandy (früheres Gebiet Schesqasghan, wird nicht mehr vergeben), heute M                      |
| УТ                 | L                 | Gebiet Westkasachstan                                                                                    |
| КГ                 | M                 | Gebiet Qaraghandy, früher K                                                                              |
| КЗ                 | N                 | Gebiet Qysylorda                                                                                         |
| КТ                 | O                 | Gebiete Aqmola und Nordkasachstan (früheres Gebiet Kökschetau, wird nicht mehr vergeben), heute C bzw. T |
| НЖ                 | P                 | Gebiet Qostanai, früher W                                                                                |
| МШ                 | R                 | Gebiet Mangghystau                                                                                       |
| ПА                 | S                 | Gebiet Pawlodar                                                                                          |
| СК                 | T                 | Gebiet Nordkasachstan                                                                                    |
| СП                 | U                 | Gebiet Ostkasachstan (früheres Gebiet Semei, wird nicht mehr vergeben), heute F                          |
| ТК                 | V                 | Gebiet Almaty (früheres Gebiet Taldyqorghan, wird nicht mehr vergeben), heute B                          |
| ТГ                 | W                 | Gebiete Aqmola und Qostanai (früheres Gebiet Torghai, wird nicht mehr vergeben), heute C bzw. P          |
| ЧМ                 | X                 | Gebiet Südkasachstan                                                                                     |
| АК, ЦЛ             | Z                 | Stadt Astana                                                                                             |